# Qtech
QTECH (по-русски произносится «КЬЮТЭ́К») — российская компания, специализирующаяся на разработке и производстве сетевого, телекоммуникационного и IT-оборудования для операторов связи и корпоративных клиентов.

## История
Компания была основана в России в 2006 году. В 2012 году были открыты филиалы в Екатеринбурге, Краснодаре, Красноярске и Новосибирске.

## Продукция
Компания выпускает оборудование: Ethernet коммутаторы и маршрутизаторы, оборудование PON, VoIP оборудование, IP-домофония, беспроводные технологии, пассивное оборудование, абонентское оборудование, системы видеонаблюдения, серверное оборудование и СХД, интернет вещей и многое другое.